# 约翰·吉姆森
约翰·吉姆森（英語：John Gimson，1983年3月11日—），英国男子帆船运动员。他曾代表英国参加2020年夏季奥林匹克运动会帆船比赛，联同安娜·伯内特获得混合双人诺卡拉17型银牌。